# 拟群
在数学中，特别是抽象代数裡，拟群是一种类似于群的代数结构。拟群与群的相像之处是也能够进行除法运算，但拟群中并没有群所拥有的结合律。有单位元的拟群称作幺拟群或者圈（loop）。 

## 定义
拟群的正规定义有两种，分别带有一种和三种二元运算。

### 代數
一个拟群 (Q, *) 是一个集合 Q 与一个二元运算 * 的结合（即一个原群），满足对 Q 中的任意元素 a 和 b，都存在唯一的 Q 中元素 x 和 y，使得：
- {\displaystyle a*x=b} ；
- {\displaystyle y*a=b} 。

这两个唯一的元素被记作：x = a \ b 和 y = b / a。其中“\” 和 “/”分别表示被二元运算所定义的“左除法”和“右除法”。拟群的公理化需要用到存在量词，因此也就需要建立在一阶逻辑之上。

### 泛代數
拟群的第二个定义是建立在泛代数的背景中。泛代数希望代数结构为簇，也就是说其公理化过程应该只需要到等式的概念。在这样的要求下，拟群被定义为：
一个拟群 (Q, *, \, /) 是一种 (2,2,2) 代数，其满足等式:
- y = x * (x \ y) ；
- y = x \ (x * y) ；
- y = (y / x) * x ；
- y = (y * x) / x 。

因此如果 (Q, *) 是依据第一种定义的拟群，那么 (Q, *, \, /) 则是其在泛代数范畴内对应的概念。

## 圈
一个有单位元的拟群称为一个幺拟群或一个圈。这里的单位元是指 Q 中元素 e 使得：
- x*e = x = e*x 。

可以证明单位元 e 是唯一的，并且这时每一个 Q 中元素都有唯一的一个左逆元和右逆元。

## 例子
- 每个群都是圈，因为 a * x = b 当且仅当 x = a−1 * b，以及y * a = b 当且仅当 y = b * a−1。
- 整数集合 Z 以及其上的减法 (−) 构成拟群（但不构成半群）。
- 所有非零的有理数的集合 Q* （或者所有非零实数构成的 R*）以及其上的除法 (÷) 构成一个拟群。
- 所有特征不为2的域上的向量空间以及其上的二元运算 x * y = (x + y) / 2 构成了一个幂等的交换的拟群。
- 每个斯坦纳三元系统都定义了一个幂等交换的拟群：其运算为将 a * b 对应到包含 a 和 b 的三元数组的第三个元。
- 集合{±1, ±i, ±j, ±k}，其中ii = jj = kk = 1 并且其他运算同于四元群，构成了非结合的8元圈。
- 非零八元数以及其上的乘法构成了一个圈，称为Moufang圈.
- 一般来说，一个可除代数上的所有非零元构成一个拟群。

## 性质
拟群具有可消去性：如果 ab =  ac，那么 b = c。同样地，如果 ba = ca，那么 b = c。

### 左乘与右乘
拟群 Q 的定义说明拟群中的左乘变换和右乘变换：
{\displaystyle L(x)y=xy\,}
{\displaystyle R(x)y=yx\,}
都是 Q  到自身的双射。原群 Q 是拟群当且仅当这两个变换是双射变换，而且它们的逆变换给出了右除和左除变换：
{\displaystyle L(x)^{-1}y=x\backslash y\,}
{\displaystyle R(x)^{-1}y=y/x\,}
在这种标记下，拟群写作：
{\displaystyle {\begin{aligned}L(x)L(x)^{-1}&=1\qquad &x(x\backslash y)&=y\\L(x)^{-1}L(x)&=1\qquad &x\backslash (xy)&=y\\R(x)R(x)^{-1}&=1\qquad &(y/x)x&=y\\R(x)^{-1}R(x)&=1\qquad &(yx)/x&=y\end{aligned}}}

### 拉丁方
一个有限拟群的乘法构成的乘法表是一个拉丁方：一个 n × n 的表格，每行每列都是 n 个不同的元素的排列，并且每个元素恰好出现在每一行和每一列各一次。
反之，每个拉丁方都可以以多种方式成为一个拟群的乘法表。

### 逆的性质
对于每个圈，圈中的每个元素都有左逆和右逆：
{\displaystyle x^{\lambda }=e/x\qquad x^{\lambda }x=e}
{\displaystyle x^{\rho }=x\backslash e\qquad xx^{\rho }=e}
称一个圈是双边可逆的，如果对圈所有的 x，{\displaystyle x^{\lambda }=x^{\rho }}。 这时的拟元素一般简记为 {\displaystyle x^{-1}}。
- 一个圈有 左可逆性质，如果对所有的 {\displaystyle x} 和 {\displaystyle y} 都有 {\displaystyle x^{\lambda }(xy)=y}。同样地，{\displaystyle L(x)^{-1}=L(x^{\lambda })} 或者 {\displaystyle x\backslash y=x^{\lambda }y}。
- 一个圈有 右可逆性质，如果对所有的 {\displaystyle x} 和 {\displaystyle y} 都有 {\displaystyle (yx)x^{\rho }=y}。 同样地，{\displaystyle R(x)^{-1}=R(x^{\rho })} 或者 {\displaystyle y/x=yx^{\rho }}。
- 一个圈有 反自同构逆性质 ，如果 {\displaystyle (xy)^{\lambda }=y^{\lambda }x^{\lambda }} 或者 {\displaystyle (xy)^{\rho }=y^{\rho }x^{\rho }}。
- 一个圈有 弱可逆性质，如果 {\displaystyle (xy)z=e} 当且仅当 {\displaystyle x(yz)=e}。一个等价的叙述是对所有的 {\displaystyle x} 和 {\displaystyle y} 都有 {\displaystyle (xy)^{\lambda }x=y^{\lambda }} 或者 {\displaystyle x(yx)^{\rho }=y^{\rho }}。

如果一个圈同时具有左可逆和右可逆性质，则称其有 可逆性质。可逆的圈同时也拥有反自同构逆性质和弱可逆性质。实际上，满足以上四个性质中任意两个的圈都是可逆的，而满足前三个性质之一的圈都是双边可逆的。

## 态射
一个拟群或圈同态是两个拟群（圈）之间的映射：f : Q →  P 满足 f(xy) = f(x)f(y)。 拟群同态保持了左右除法以及单位元（如果有的话）。

### 同伦与同痕
设 Q 和 P 为拟群，一个从 Q 到 P 的 拟群同伦 是一个从 Q 到 P 的映射三元组(α, β, γ) 使得对 Q 中所有的 x, y，有
{\displaystyle \alpha (x)\beta (y)=\gamma (xy)\,}
三个映射都相同时，就是一个拟群同态。
一个同痕是使得 (α, β, γ) 中所有的三个映射都是双射的拟群同伦。两个拟群是同痕的当且仅当它们之间存在同痕映射。
在拉丁方中，三元组 (α, β, γ) 由第 α 和第 β 列的一个置换以及其余集合上的一个置换 γ 给出。
一个自同痕是从 Q 射到自身的同痕。一个拟群的所有自同痕构成一个群。
每个拟群都与某个圈同痕。如果一个圈与某个群同痕，那么它与此群同构，因此也为一个群。但是，如果一个拟群与某个群同痕，由于缺乏单位元，拟群本身不一定是群。比如说，实数集合 R 与其上的运算(x+y)/2 构成的拟群同痕于 R 上的加法群，但它本身不是群。